# 인천가좌역
인천가좌(나은병원)역(Incheon Gajwa(Naeun Hospital)Station, 仁川佳佐(羅銀病院)驛)은 인천광역시 서구 가좌동에 위치한 인천 도시철도 2호선의 전철역이다. 인근에 나은병원이 있다.

## 특징
지하 2층 규모의 지하역이나, 심도가 깊어서 이 역의 2개 출입구 계단의 개수가 무려 123계단이나 된다.

## 역명의 유래
이 역은 공사 중에는 지명대로 가좌역으로도 불렸으나, 서울특별시 남가좌동에 위치한 수도권 전철 경의·중앙선의 가좌역(加佐驛)과의 혼동을 막기 위하여 역명에 '인천'이 붙었다.

## 역사
- 2015년 10월 5일 : 인천가좌역으로 역명 결정[1]
- 2016년 7월 30일 : 인천 도시철도 2호선 개통과 함께 영업 개시[2]

## 역 구조
2면 2선의 상대식 승강장이 있는 지하역이다. 스크린도어가 설치되어 있다.

### 승강장
| 서부여성회관 ↑ |
| \| 상          |
| ↓ 가재울       |

| 상행 | ● 인천 도시철도 2호선 | 석남·서구청·아시아드경기장·검암·검단오류 방면 |
| 하행 | ● 인천 도시철도 2호선 | 주안·남동구청·인천대공원·운연 방면            |

- 대합실을 통해 반대편 승강장으로 이동이 가능하다.

## 사진

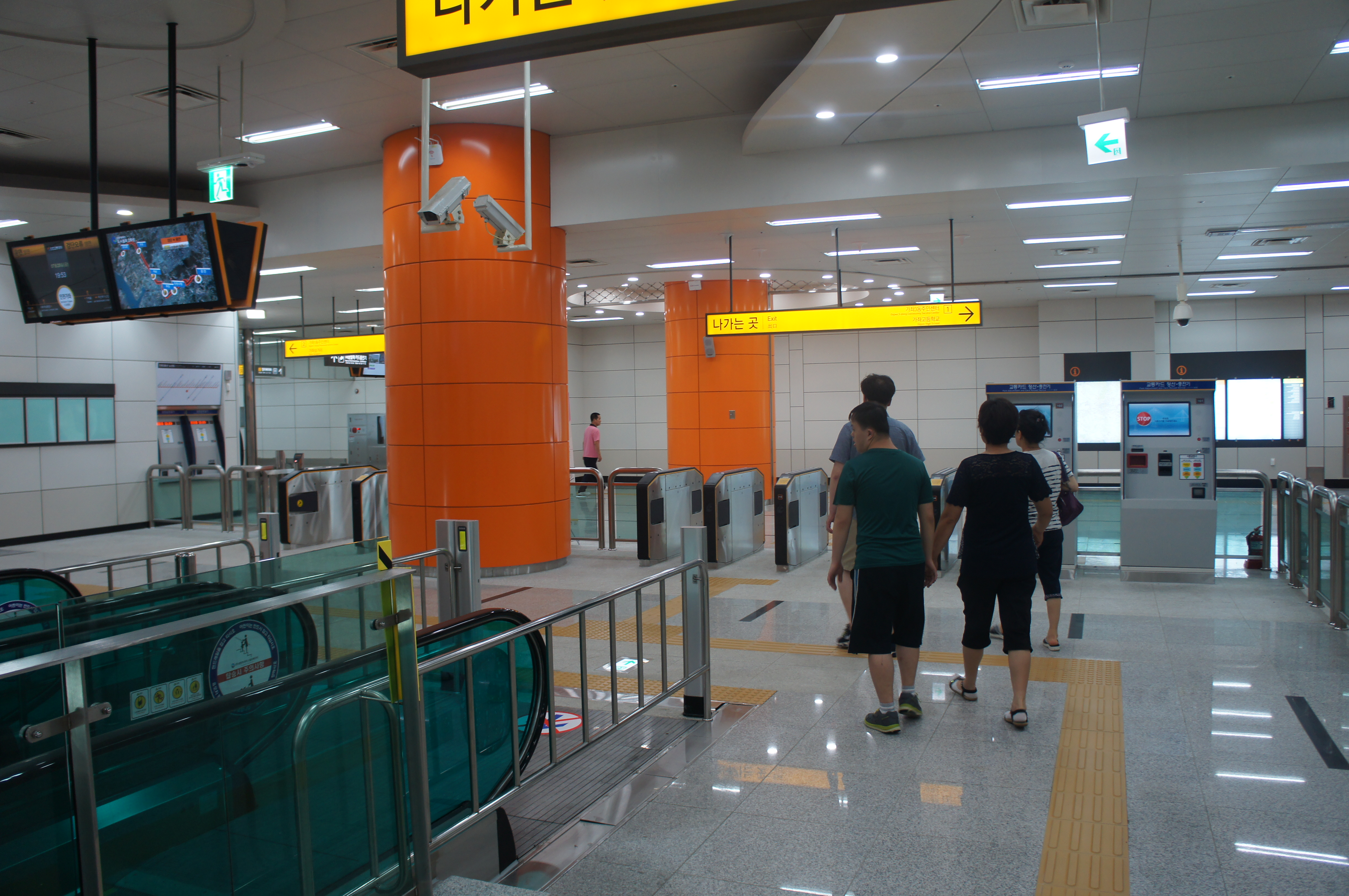
맞이방(대합실) - 출입구방면
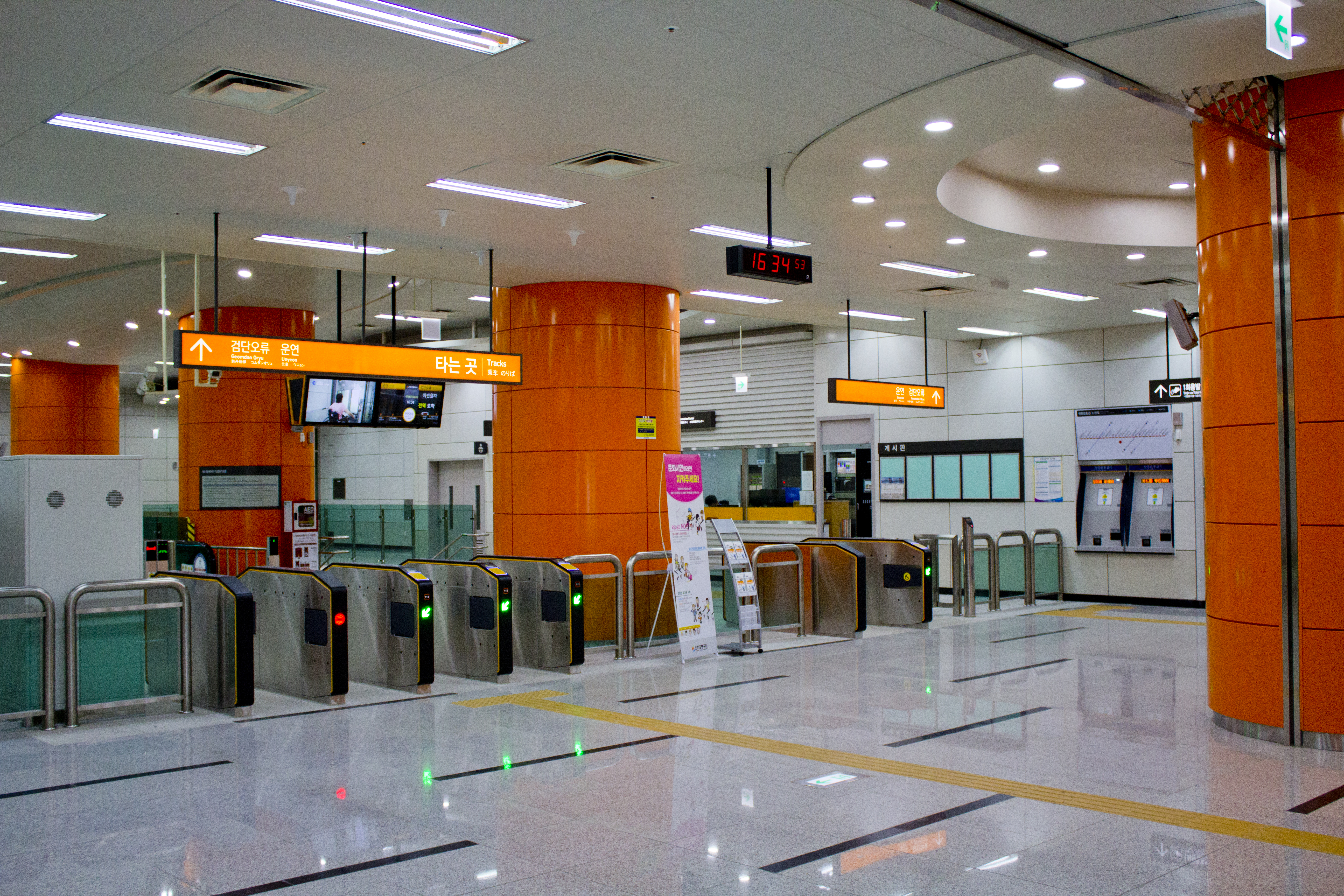
맞이방(대합실) - 승강장방면
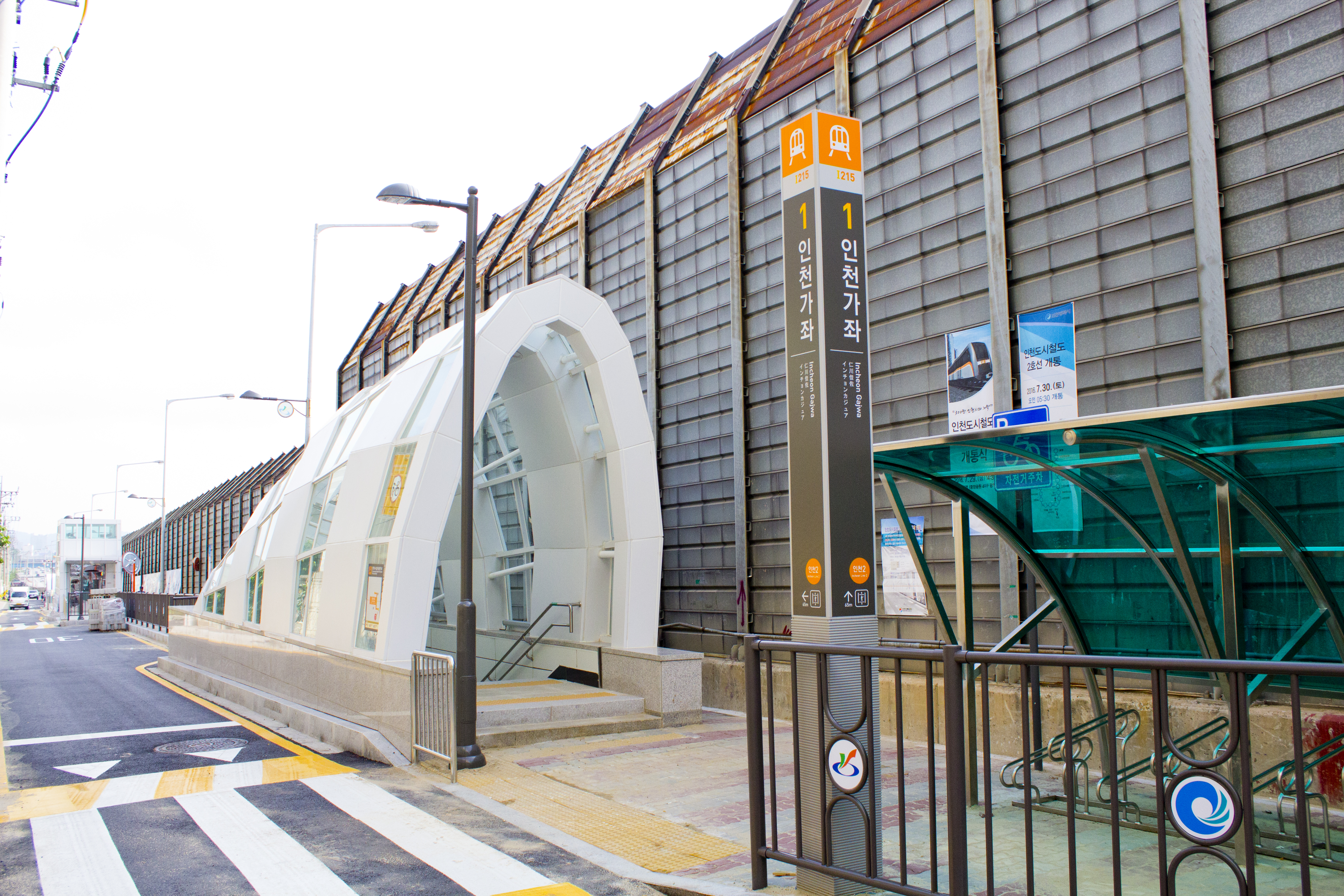
인천2호선 인천가좌역 1번출구(주간)
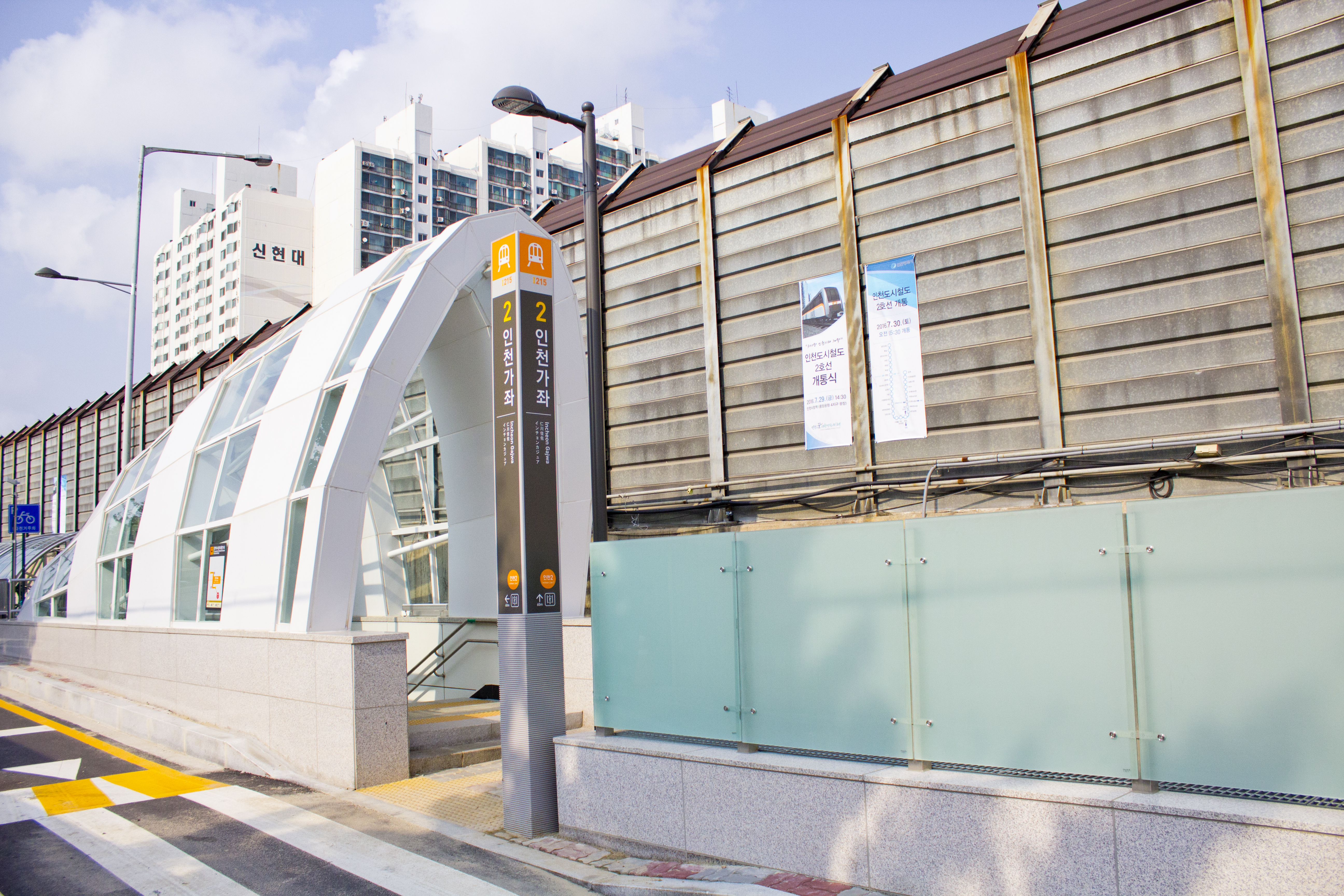
인천2호선 인천가좌역 2번출구(주간)
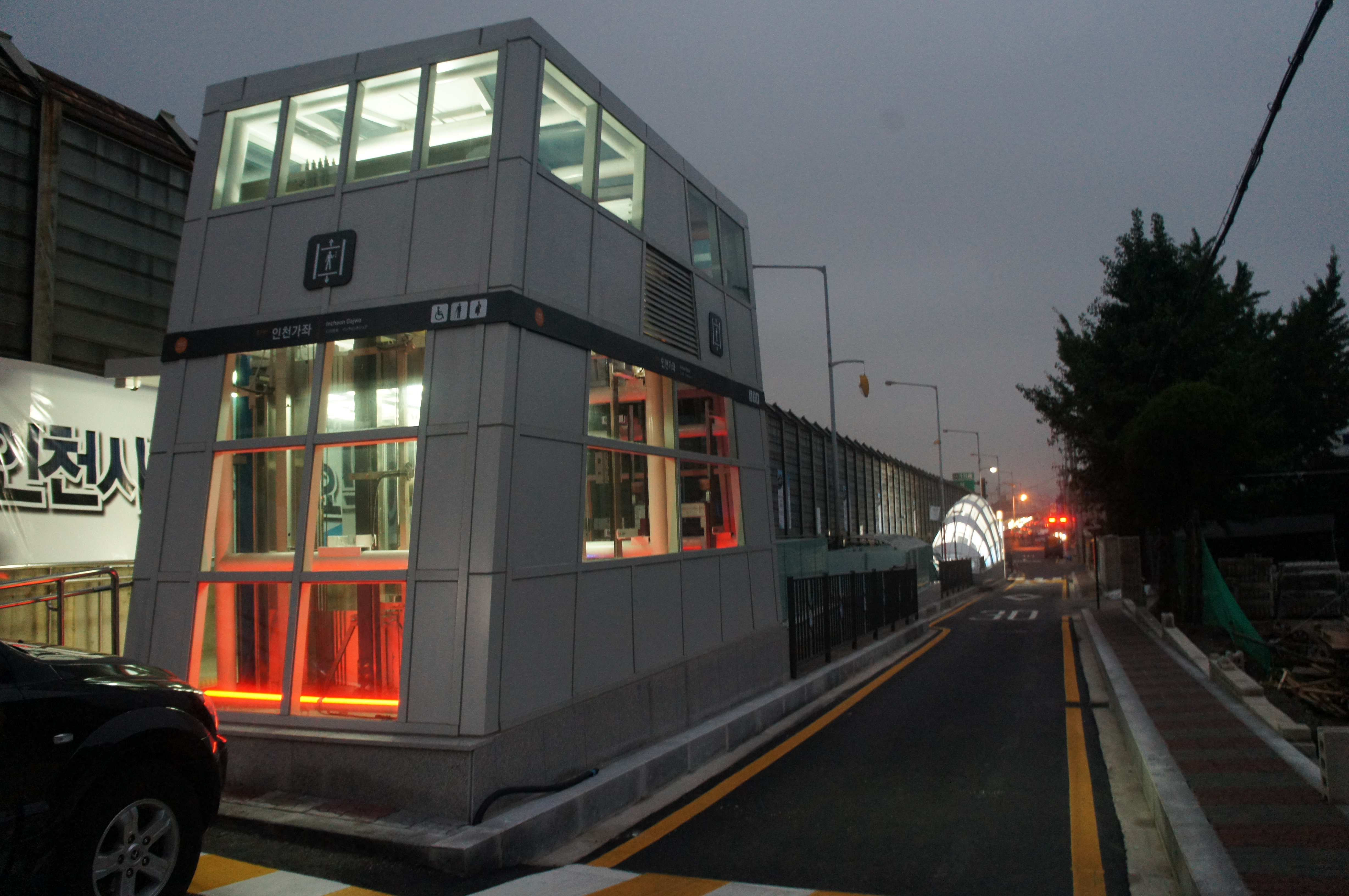
2번 출구 엘리베이터(야간)
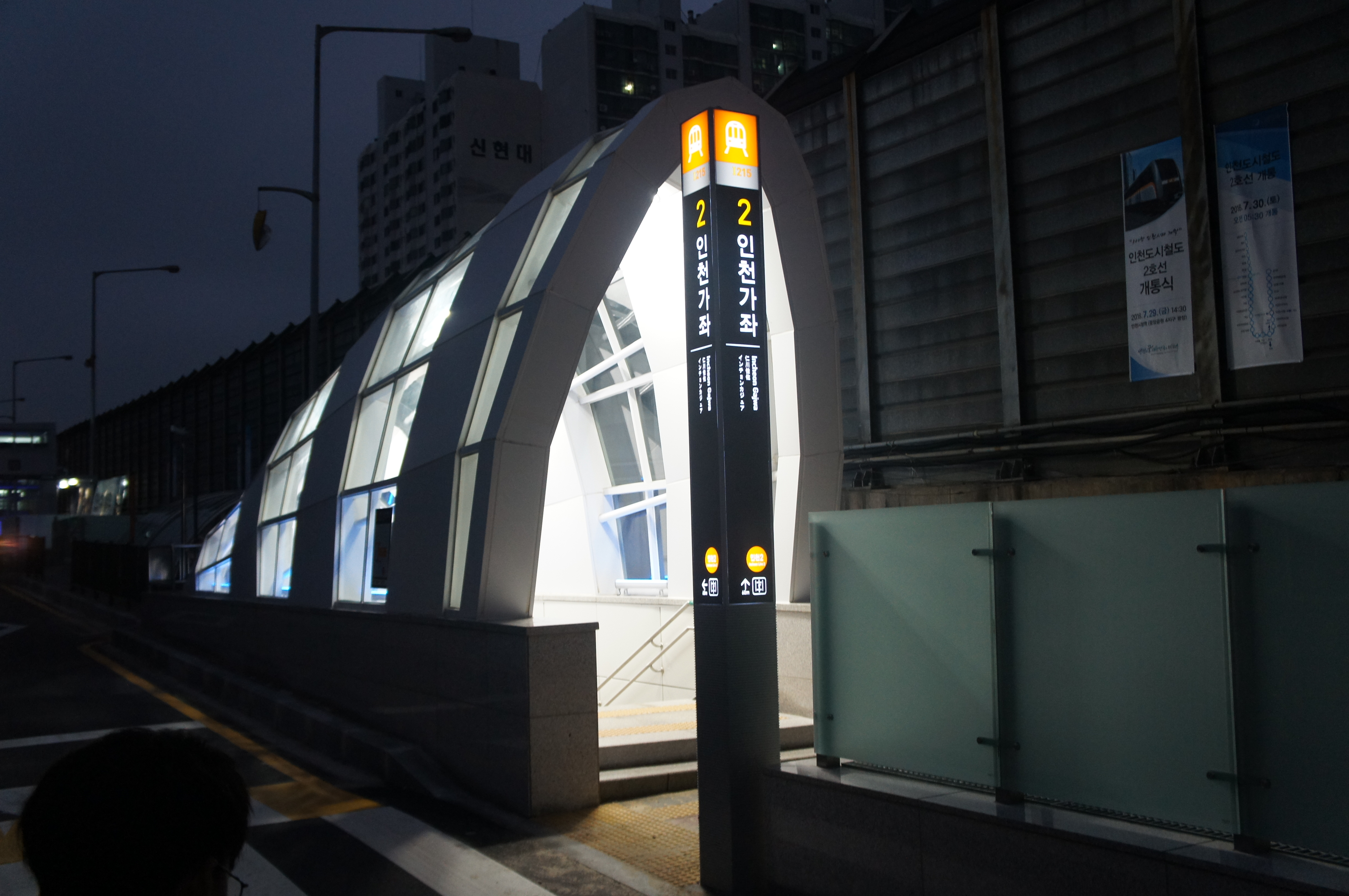
2번 출구 (야간)

## 역 주변
| 나가는 곳 | 방면 |
| --------- | --- |
| 1         | 가좌3동행정복지센터 가좌고등학교 인천가림초등학교 가림고등학교 인천건지초등학교 가좌중학교 인천가좌초등학교 |
| 2         | 가좌1동행정복지센터 가좌삼거리 가정로사거리                                                                 |

## 인접한 역
| 인천 도시철도 2호선             | 인천 도시철도 2호선   | 인천 도시철도 2호선   |
| ------------------------------- | --------------------- | --------------------- |
| I214 서부여성회관 검단오류 방면 | ● 인천 도시철도 2호선 | I216 가재울 운연 방면 |